# Cephalotaxus fortunei
Céphalotaxe de Fortune
Espèce
Synonymes
- Cephalotaxus fortunei var. concolor Franch.[1]
- Cephalotaxus kaempferi auct.[1]
- Taxus fortunei (Hook.) C.Lawson[1]

Statut de conservation UICN

 LC  : Préoccupation mineure
Cephalotaxus fortunei, le Céphalotaxe de Fortune,  est une espèce de plantes de la famille des Cephalotaxaceae.

## Répartition
Chine et Nord du Myanmar à des altitudes comprises entre 200 et 3 700 mètres.

## Liste des sous-espèces et variétés
Selon Tropicos (7 août 2022) (Attention liste brute contenant possiblement des synonymes) :
- Cephalotaxus fortunei subsp. alpina (H.L. Li) Silba
- Cephalotaxus fortunei var. alpina H.L. Li
- Cephalotaxus fortunei var. concolor Franch.
- Cephalotaxus fortunei var. fortunei
- Cephalotaxus fortunei var. globosa S.Y. He
- Cephalotaxus fortunei var. lanceolata (K.M. Feng) Silba
- Cephalotaxus fortunei var. longifolia Hort. ex Dallimore & Jackson